# Пушкарі (Липецька область)
Пушкарі (рос. Пушкари) — село в Усманському районі Липецької області Російської Федерації.
Населення становить 24  особи. Належить до муніципального утворення Пушкарська сільрада.

## Історія
З 13 червня 1934 до 1954 року у складі Воронезької області. Відтак входить до складу Липецької області.
Згідно із законом від 2 липня 2004 року №114-оз органом місцевого самоврядування є Пушкарська сільрада.

## Населення
| 2010 | 2011 |
| ---- | ---- |
| 24   | →24  |